# Blohm & Voss Bv P.111
De Bv P.111 was een project voor een vliegboot dat werd ontwikkeld door de Duitse vliegtuigontwerper Blohm und Voss.
Het project werd opgezet voor het geval dat de Bv 138 niet in productie zou worden genomen. Het stond onder leiding van Dr. Vogt. Het ontwerp was asymmetrisch uitgevoerd. Dit was een van de favoriete configuraties van Dr. Vogt en hij was dan ook verantwoordelijk voor een aantal andere asymmetrische ontwerpen zoals de Bv 141, Bv 237, Bv P.194 en Bv P.204.
De romp was voor het grootste deel gelijk aan die van de Bv 138. De vleugel was echter aan de bakboordzijde met een extra stuk verlengd. Hierin was ook een extra motor ondergebracht. Ook de staartboom was hieraan aangebracht. Onder de grotere vleugel was een drijver geplaatst, net naast de bakboord motor. Er was een standaardstaartsectie aan de lange staartboom aangebracht.
De motoren waren drie Junkers Jumo 208-motoren. Deze waren in de vleugelvoorrand geplaatst.
De bewapening was ondergebracht in een aantal geschutskoepels. Een was er in de rompneus aangebracht en twee in het achterste deel van de romp.
De BV 138 werd in productie genomen en de ontwikkeling van de Bv P.111 werd stopgezet.